# Ёлки 5
«Ёлки 5» (на некоторых промоматериалах — «Те самые Ёлки!», а рабочее название — «Мировые Ёлки») — российский комедийный новогодний фильм 2016 года режиссёра Тимура Бекмамбетова, Вадима Перельмана, Индара Джендубаева, Александра Котта, Андрея Шавкеро, Марии Лихачёвой и Романа Непомнящего. А продюсеры: Тимур Бекмамбетов, Мария Затуловская (креативный продюсер), Ива Стромилова, Ксения Киселёва, Галина Стрижевская,. Роли исполняют Иван Ургант, Сергей Светлаков, Кирилл Плетнёв, Катерина Шпица, Анна Хилькевич, Гоша Куценко, Мария Шукшина, Александр Головин. 
Боре нужно как-то восстановить семейное счастье, и ради этого он готов украсть у лучшего друга Жени пингвина. Лыжник и сноубордист, так и не повзрослевшие, устраивают сумасшедшую погоню за ёлкой. Баба Маня осваивает интернет в надежде найти старую любовь. Профессор из Екатеринбурга остепенился, но теперь сам сходит с ума от ревности. На далёком Севере инженер по технике безопасности должен рискнуть и, наконец, признаться в любви. А пингвину просто очень нужно сесть на яйцо.
Премьера в России состоялась 22 декабря 2016 года. Телевизионная премьера состоялась 6 июля 2018 года на телеканале «Россия-1». Фильм является пятым в серии, не считая спин-оффа «Ёлки лохматые». Фильм был в основном раскритикован критиками, которые раскритиковали игру актёров и мораль фильма, хотя юмор получил некоторую похвалу, как и возвращение Урганта и Светлакова во франшизу. Критические показатели оказались самыми низкими на то время в серии, однако картина собрала около 778 272 420 рублей по всему миру, что сделало его успешным фильмом в плане прибыли.
Следующий фильм, «Ёлки новые», вышел в 2017 году и обладал другим составом создателей.

## Сюжет
«Ёлки 5» состоят из семи новелл, действие которых разворачивается в Москве, Санкт-Петербурге, Сочи, Челябинске, Перми, Екатеринбурге, на нефтяной платформе «Приразломная», расположенной в Баренцевом море, и на Международной космической станции на высоте 400 км над Землёй.
Фильм начинается с того, что Боря приходит к Жене, чтобы одолжить денег на подарок сыну. С Олей он развелся из-за своей измены и теперь намеревается завоевать любовь сына дорогим подарком. Женя тем временем открыл контактный зоопарк и все его внимание приковано к паре пингвинов, Палычу и Ксюше, у которых 31-го декабря должно появиться яйцо. Пока Женя занят своими делами, Боре звонит его сын и сообщает, что мама купила ему в подарок квадрокоптер, который Боря и выбрал в подарок от себя. Герою фильма пришлось импровизировать и пообещать сыну, что в отличие от скучно маминого подарка, он привезет ему настоящего пингвина.
Тем временем в канун нового года в других городах нашей необъятной родины начинаются и другие, не менее удивительные истории. В Сочи Вова помогает бабе Мане разобраться с интернетом и найти в одной из социальных сетей ее первую школьную любовь – Георгия. Однако написав ему сообщение, ответа от него она так и не получила. Позже, ее старая подруга сообщает ей, что Гоша умер, так как уже целый год не выходит в сеть. От этого настроение бабы Мани портится еще больше.
Друзья из Екатеринбурга, профессор Андрей и капитан полиции Коровин, 31-го идут на рыбалку, и там Коровин заставляет усомниться своего друга в верности его жены Натальи. Чтобы проверить супругу, Андрей пишет ей с подставного профиля и убеждается в том, что Наталья действительно открыта для новых знакомств с мужчинами.
На нефтяной платформе в Баренцевом море от любви страдает инженер по технике безопасности Константин. Он уже давно любит Женю – аудитора, которая каждый год приезжает к нему на станцию проводить проверку. Однако в этот раз она приезжает последний раз, так как собирается выйти замуж и сегодня у Константина будет последний шанс, чтобы признаться ей в своих чувствах. Он делает это, но Женя все равно садиться в вертолет и улетает к своему жениху.
В Перми, уже знакомые нам по предыдущим частям фильма, Лыжник и Сноубордист собираются отметить новый год со своими девушками. Однако они забыли купить елку, и это может им все испортить. Парни в панике начинают бегать по городу в поисках новогоднего дерева. Пойдя на кражу общественных елок, они вскоре оказываются в патрульной машине.
События фильма разворачиваются не только на Земле, но и в космосе. На Международной космической станции Михаил Корниенко остается совсем один, и никто из коллег не делится с ним его любимыми конфетами «Коровка».
Все герои фильма следят в интернете за похождениями пингвина Палыча, которого Боря украл для сына и умудрился потерять. Палыч разгуливает по предновогоднему Санкт-Петербургу и умиляет прохожих. Однако никто из людей не подозревает о том, что он пытается вернуться к своей Ксюше, ведь когда она родит яйцо ему необходимо сразу же на него сесть. Единственный кто может помочь пингвину вернуться, это известная блогерша, которая разместив пост в сети, сообщит миллионам своих подписчиков о том, куда именно нужно отвести пингвина. Однако есть одна проблема – она и другие ее коллеги застряли в лифте без доступа к интернету.
Тем временем Боря покупает другого пингвина и несет его сыну, а когда мальчик с ним наигрался, возвращает птицу обратно в зоопарк. Однако пингвин оказывается не Палычем и не садится на, недавно появившееся, яйцо.
Как и в любой новогодней сказке в этом фильме все просто обязано закончиться хорошо. Вова не теряет надежды на то, что Георгий ответит бабе Мане и вскоре он это делает. Лыжник и Сноубордист узнают, что полицейский, который их задержал это их друг по компьютерной игре. Он отпускает ребят и даже вручает им елку. Ребята возвращаются в квартиру и обнаруживают, что их девушки так же как и они пристрастились к компьютерным играм. Профессор Андрей собирается стреляться, но неожиданно узнает, что жена раскусила его проверку и просто решила над ним подшутить.
Женя уговаривает пилота вертолета развернуть машину и вернуть ее на нефтяную платформу. Космонавту Корниенко звонит из ЦУПа его жена. Она поздравляет его с праздником и сообщает, что его коллеги припрятали для него на станции пакетик «Коровок». А Боря осознал, что семья это самое главное в жизни.
В конце фильма блогеров освобождают из их плена, и пост о пингвине появляется в сети. Вскоре его читают два дворника, которые как раз проходят мимо зоопарка Жени. Они видят, стоящего у дверей пингвина, и открывают ему дверь. Палыч воссоединяется с Ксюшей и садится на яйцо.

## В ролях
| Актёр                   | Роль                                             |
| ----------------------- | ------------------------------------------------ |
| Иван Ургант             | Борис Воробьёв                                   |
| Сергей Светлаков        | Евгений                                          |
| Елена Плаксина          | Оля жена Бориса, мать Бори                       |
| Ирина Архипова          | Оля жена Евгения                                 |
| Александр Головин       | Димон Фоменко «танкист»                          |
| Александр Домогаров-мл. | Гриша Земляникин «танкист»                       |
| Анна Хилькевич          | Леся возлюбленная Димона                         |
| Анастасия Сметанина     | Катя возлюбленная Гриши                          |
| Гоша Куценко            | Андрей Николаевич профессор                      |
| Мария Шукшина           | Наташа жена Андрея Николаевича                   |
| Кирилл Плетнёв          | Костя                                            |
| Катерина Шпица          | Женя                                             |
| Андрей Зарубин          | Глеб, жених Жени                                 |
| Ян Цапник               | Макар продавец пингвина                          |
| Александр Робак         | Коровин                                          |
| Галина Стаханова        | Мария Ивановна Овчинникова (баба Маня)           |
| Ирина Чипиженко         | Татьяна Быкова одноклассница бабы Мани, лифтёрша |
| Ервант Арзуманян        | Георгий Борисов старая любовь бабы Мани          |
| Юрий Цурило             | начальник платформы                              |
| Баймурат Аллабердиев    | Юсуф дворник                                     |
| Адылбек Атыхаев         | Ибрагим дворник                                  |
| Виктор Низовой          | полицейский игрок с ником «Бочонок мёда»         |
| Алексей Петренко        | Григорий Павлович Земляникин дядя Бориса         |
| Ирина Алфёрова          | Юлия Снегирёва жена Земляникина                  |
| Алина Булынко           | Варя                                             |
| Сергей Походаев         | Вова                                             |
| Михаил Корниенко        | космонавт Михаил Корниенко камео                 |
| Андрей Борисенко        | космонавт Андрей Борисенко камео                 |
| Игорь Гаспарян          | продавец ёлки                                    |
| Саша Спилберг           | блогер Саша Спилберг камео                       |
| ЯнГо                    | блогер Ян Гордиенко камео                        |
| Юлия Пушман             | блогер Юлия Пушман камео                         |
| Карина Каспарянц        | блогер Карина Каспарянц камео                    |
| Мари Сенн               | блогер Мари Сенн камео                           |
| Елена Шейдлина          | блогер Елена Шейдлина камео                      |
| Валерия Любарская       | блогер Валерия Любарская камео                   |
| Амиран Сардаров         | блогер Амиран Сардаров камео                     |
| Татьяна Петрова         | телеведущая камео (нет в титрах)                 |
| Денис Полунчуков        | телеведущий камео (нет в титрах)                 |
| Дмитрий Щугорев         | телеведущий камео (нет в титрах)                 |

## Создание
По словам Тимура Бекмамбетова, картина является выполнением запроса «преданных кинозрителей». «Весь декабрь 2015 года в Bazelevs поступала информация от кинотеатров по всей стране о том, что зрители ждут новых „Ёлок“. В начале 2016 года мы решили оправдать эти ожидания и приступили к подготовке съёмок. „Ёлки“ стали неотъемлемой частью новогодней сказки, новогоднего чуда», — отмечал он в интервью изданию Lenta.ru.
В качестве режиссёров новелл выступили Александр Котт, Вадим Перельман, Индар Джендубаев, Андрей Шавкеро, а также сам Тимур Бекмамбетов.
Съёмка сцен на МКС проходила в стендовом зале Центра подготовки космонавтов и длилась два дня. В фильме также присутствуют сцены, снятые на самой МКС.
- Съёмки происходили весной и летом 2016 года. Картина состоит из семи новелл.
- Для съёмок использовали крупнейшие российские города: Москву, Санкт-Петербург, Казань, Челябинск, Пермь и другие.
- Самой сложной и отдалённой локацией для съёмок стала нефтедобывающая платформа «Приразломная» в Баренцевом море[9].
- Впервые в серии «Ёлки» действие фильма происходило не только на Земле, но и в космосе: сюжет одной из новелл развивался на борту Международной космической станции.
- В одной из новелл приняли участие известные видеоблоггеры: Саша Спилберг, Ян Гордиенко, Мари Сенн, Валерия Любарская, Карина Каспарянц и другие.
- По сюжету одной из историй человеческие персонажи превращаются в пингвинов, которых, в свою очередь, сыграли собаки.
- Съёмка одной из новелл осуществлялась полностью на мобильный телефон[10].

### Музыка
| №   | Название                      | Автор(ы)                  | Длительность |
| --- | ----------------------------- | ------------------------- | ------------ |
| 1.  | «На любой стороне Земли»      | Секрет                    | 3:44         |
| 2.  | «The Beginning»               | Павел Есенин              | 1:40         |
| 3.  | «Gritty Shaker»               | Павел Есенин              | 0:50         |
| 4.  | «Vova & Varya»                | Павел Есенин              | 0:53         |
| 5.  | «Пломбир»                     | Мумий Тролль              | 2:30         |
| 6.  | «Baba Manya Story»            | Павел Есенин              | 1:07         |
| 7.  | «My Family Waltz»             | Павел Есенин              | 1:10         |
| 8.  | «Skis and Snowboard 1»        | Павел Есенин              | 0:53         |
| 9.  | «The Cosmic Waltz»            | Павел Есенин              | 1:29         |
| 10. | «С любимыми не расставайтесь» | Ёлка и Мумий Тролль       | 2:27         |
| 11. | «The Running Fun»             | Smilin'man                | 0:57         |
| 12. | «That's Arctic»               | Smilin'man                | 1:06         |
| 13. | «Elki 2 Love Theme»           | Павел Есенин              | 1:25         |
| 14. | «Jealous Waltz»               | Павел Есенин              | 1:35         |
| 15. | «С Новым годом, страна!»      | Uma2rmaH                  | 3:34         |
| 16. | «Pinguin Story»               | Smilin'man & Павел Есенин | 4:39         |
| 17. | «Skis and Snowboard 2»        | Павел Есенин              | 0:53         |
| 18. | «Финал»                       | Владимир Осинский         | 1:49         |
| 19. | «Грильяж»                     | Мумий Тролль              | 3:37         |

## Восприятие
Пятый основной фильм в серии получил в целом негативные отзывы критиков из-за сюжета, сценария и актёрской игры, хотя игра Урганта и Светлакова получила довольно высокую оценку. Киноресурс Film.ru гласит: «Если предыдущие „Ёлки“ рассказывали о связях между жителями нашей страны, о взаимопомощи, о „бумерангах добра“, то новая картина по сути своей негативна. Какую новеллу ни возьми, она окажется историей о неправильных поступках с не самыми благородными намерениями…». Критики отметили, что в фильме есть над чем посмеяться и о чём задуматься, а также чувствуется новогоднее настроение и атмосфера праздника. Зрители отметили, что в картине есть как старые герои, за которыми они следили в предыдущих частях, так и новые лица с интересными историями. Многие зрители заявили, что в фильме нет объединяющей сюжетной линии, история некоторых персонажей поверхностна и скучна. Также отмечалось, что фильм больше похож на длинный рекламный ролик и, скорее, снижает, а не повышает новогоднее настроение. На сайте Критиканство фильм получил 45 баллов из ста возможных на основе 14 рецензий, что указывает на негативные отзывы.
Обозреватель популярного YouTube-канала BadComedian выступил наиболее категорично, называя картину дешёвкой и призывая бойкотировать подобные проекты, аргументируя это отсутствием творческого подхода и попыткой заработать деньги на легкодоступном материале. Критика затрагивала самые разные аспекты — начиная от плохого сценария и заканчивая недостаточной работой над изображением персонажей и общей картиной происходящего.
Портал «Фильм.ру» высказал схожую позицию, акцентируя внимание на негативной стороне человеческого характера, отражённой в фильмах, и отсутствии подлинной доброты и теплоты, присущих первым частям серии. Отмечается, что лента стала символом коммерциализации народного праздника, ориентированного скорее на получение прибыли, нежели на создание качественного продукта.
Авторитетное издание «Российская газета» пошло ещё дальше, обвиняя авторов в создании набора бессмысленных и несвязанных между собой сюжетов, не имеющих никакой художественной ценности. Остро критикуется стремление продюсеров превратить процесс съёмки в конвейер, игнорируя интересы зрителей и искусство как таковое.
Впрочем, наряду с резкими заявлениями существуют и противоположные взгляды. Интернет-ресурс ivi утверждает, что несмотря на многочисленные претензии к сценарию и некоторую затянутость некоторых сюжетных линий, фильм сохраняет важное качество: дарит людям ощущение тепла и праздничного настроения. Такие моменты, считают авторы обзора, способны компенсировать недостатки, делая просмотр приятным занятием.
Похожего мнения придерживаются журналисты сайта «Виртуальные радости», полагающие, что известная манера подачи материала и фирменный шарм прежних серий позволяют фильму оставаться популярным и востребованным, невзирая на заметные проблемы. Авторы уверены, что это делает «Ёлки 5» интересным дополнением ежегодного просмотра.
Ресурс Weburg проявил большую осторожность, охарактеризовав ленту как очередной сезонный блокбастер, едва запоминающийся и создающий иллюзию отсутствия ярких эмоций и настоящих чувств. Такое отношение подтверждает мысль о быстрой смене предпочтений публики и невозможности оставить устойчивое впечатление в памяти зрителей.
Некоторые эксперты предлагают более нейтральную оценку, утверждая, что сериал остается верен традициям жанру семейных комедий. Один из представителей медиаиндустрии, опубликовавший обзор на портале InterMedia, подчеркнул сохранение традиционных черт, связанных с ожиданием волшебства и веры в чудеса, характерных для предыдущих картин. Редакция известного новостного агентства Lenta.ru представила иную интерпретацию, подчеркнув несоответствие содержания фильма современному обществу и критике современного состояния дел. Автор считает, что попытки воссоздать атмосферу сказки теряются на фоне повседневных проблем и социальной действительности, становясь менее актуальными и интересными.
Большинство профессионалов сходятся в одном: несмотря на сохранённую общую концепцию и визуальную привлекательность, франшиза потеряла значительную долю творческой самостоятельности и начала превращаться в механический способ извлечения прибыли. Новинки вызывают меньше интереса и восторгов, уступая позиции современным аналогам.

## Будущее
«Ёлки новые» (2017) — шестая часть серии фильмов «Ёлки», комедия и мелодрама. Сюжет: в разных городах России, от Краснодара до Хабаровска, встречают Новый 2018 год и новое счастье. Кто-то ждёт ребёнка, кто-то ищет маму, кто-то борется за любовь, а кто-то — за выживание. Авторы впервые в серии не придерживались последовательной нумерации основных фильмов.